# القریات (عمان)
 شهرستان قریات  (به عربی:  ولایة القریات ) یکی از شهرستان‌های استان مسقط در کشور پادشاهی عمان است.

## محدوده شهرستان قریات
شهرستان قریات در جنوب شرقی شهرستان مسقط واقع شده‌است؛ از سمت مشرق خلیج عمان و از سمت مغرب ولایت دماء والطائیین و از شمال به کوه محدود می‌گردد.

## جمعیت
بر اساس سرشماری سال ۲۰۱۰ میلادی جمعیت شهرستان قریات ۴۴٬۹۱۱ نفر بوده‌است.
که از اهل سنت و از شاخه شافعی
هستند یعنی از پیروان امام محمد ادریس شافعی هستند. مساحت شهرستان قریات در حدود ۱۲۰۰۰ کیلومتر مربع می‌باشد. و در حدود ۶۵ روستای بزرگ وکوچک توابع دارد.
طول نوار ساحلی شهرستان قریات در حدود ۱۰۰ کیلومتر است. در حدود ۱۰۰ باب مسجد در این شهرستان وجود که مشهوترین آن‌ها جامع سلطان قابوس بن سعید است.

## کشاورزی در قریات
شهرستان قریات به کشاورزی مشهور است و در آن حدود ۵۲ «فلج»  قنات  وجود دارد که آب آن‌ها برای مزارع وباغ‌های مرکبات استفاده می‌شود، میوه‌های که در قریات بدست می‌آورند عبارت‌انداز: انبه، خرما، پرتقال، لیمو ترش، لیمو شیرین و موز به‌اضافه سبزیجات صیفی و زمستانی، خربزه، هندوانه، خیار و غیره. همچنین مردم قریات به‌اضافه کشاورزی و ماهی‌گیری به پیشهٔ دامپروی و دامداری نیز اشتغال دارند. عده‌ای از ساکنان نیز صنایع دستی مانند: خنجر سازی، کوزه‌گری، حصیر بافی وکشتی‌سازی پیشه گرفته‌اند.

## آثار باستانی
در شهرستان قریات آثار باستانی متعددی وجود دارد که شاهد دیرینه این دیار می‌باشد، تقریباً حدود ۴۰ قلعه و برج در اطراف این شهرستان به چشم می‌خورد من‌جمله این قلعه‌ها و مشهورترین آن‌ها «قلعة الصبرة» نام دارد که قرن ۱۶ میلادی ساخته شده‌است. همچنین «حصن قریات» و «حصن الساحل»، این قلعه در عهد الامام ناصر بن مرشد الیعربی بنا شده‌است.
قلعه مذکور در زمان فرمانروایی سیف بن سلطان الیعربی مقر فرمانده جیش بوده‌است. اما «قلعه داغ» در زمان اشغالگران برتغالی‌ها ساخته شده‌است. و در زمان حکم السلطان تیمور بن فیصل بازسازی شده‌است. به‌اضافه سه قلعه دیگر که دستور خود سلطان در قریات بنا شده است: «قلعه البرج» که به قلعه قریات چسپیده‌است. و «قلعه الصیره» در ساحل قریات واقع شده‌است و «قلعه خرموه» در روستای «جنین» واقع می‌باشد.

## مناطق گردشگری
از مناطق مشهور گردشگری قریات وادی «ضییقة» است که گردشگران در طول ایام سال به ویژه در فصل زمستان درآنجا دیده می‌شوند، آب‌های روان ودرخت‌های نخل سر به‌فلک کشیده ودرخت‌های مرکبات و مناظر طبیعی مردم را به سوی خود جلب می‌نماید. همچنین در منطقه «رأس الشجر» کوهستانی حیوانات و حیات وحش مختلفی وجود دارد مانند: روباه، خرگوش، گربه وحشی، یوزپلنگ، آهو و بز کوهی. همچنین در دو طرف وادی «ضییقة» روستاهای کوچکی اما باصفا و دلگیر وجود دارند که از تعدای آن‌ها نام می‌بریم: روستای «السیح»، «الجزیر»، «الظاهر»، «الحصن»، «الغبیراء»، «اللیا»، «وفیق» به‌اضافه ۳۰۰ دره (درواه) و مسیل که تماما در وادی «ضییقة» جمع می‌شوند و در نهایت المطاف در ساحل قریات به دریا می‌ریزند.